# Кения Кванза
Ке́ния Ква́нза (в пер. с суахили: Сперва Кения) — кенийский политический альянс, возглавляемый Уильямом Руто. В настоящее время он имеет большинство как в Национальной ассамблее, так и в Сенате Кении. Он был сформирован перед всеобщими выборами в Кении в 2022 году, первоначально состоявшим из трёх партий: Объединенного демократического альянса, Национального конгресса за мир и FORD–Кения. К 8 апреля 2022 года к альянсу присоединились еще несколько политических партий, в результате чего общее число входящих в него партий достигло 12. 18 августа 2022 года ряд политиков из Объединённого демократического движения объявили, что они присоединятся к альянсу.
Коалиционные документы подтверждают, что сами составляющие партии остаются независимыми со своими структурами руководства. Однако на практике различные партийные органы и комитеты согласовывают свои решения друг с другом. Помимо поддержки общего кандидата в президенты и вице-президенты, составляющие партию стороны, по достижении консенсуса, выдвигают общего кандидата на различные другие выборные должности.

## История
После заключения соглашения в «Кении Кванзе» объявили, что главные функции управления коалицией зарезервированы за Объединённым демократическим альянсом. Таким образом, его лидер Уильям Руто стал кандидатом коалиции на пост президента Кении. Уильям Руто выбрал Ригати Гачагуа своим напарником на выборах вместо Китуре Киндики, сенатора от Тараки Нитхи. Коалиционное соглашение «Кении Кванзы» также предусматривало, что после победы на выборах должность премьер-министра должна быть создана и зарезервирована за партией  Национальный конгресс за мир. Должности спикеров Национальной ассамблеи и Сената были зарезервированы за FORD-Kenya и Африканским альянсом соответственно.
После выборов 2022 года между «Кенией Кванзой» и её главной конкурирующей коалицией, «Резолюцией Союза», возник спор после того, как обе стороны предъявили претензии на большинство. Оба спикера Национальной ассамблеи Мозес Ветангула и его коллега из Сената Амазон Кинги приняли решение в пользу «Кении Кванзы».

## Текущий состав
По состоянию на 12 апреля 2022 года альянс состоял из следующих политических партий:
| Имя | Имя                                                     | Лидер            | Основная идеология    | Политическая позиция |
| --- | ------------------------------------------------------- | ---------------- | --------------------- | -------------------- |
|     | Объединённый демократический альянс (UDA)               | Уильям Руто      | консерватизм          | правоцентризм        |
|     | Национальный конгресс за мир (ANC)                      | Мусалия Мудавади | социальный либерализм | центризм             |
|     | Форум за восстановление демократии – Кения (FORD–Kenya) | Мозес Ветангула  | социал-демократия     | левоцентризм         |
|     | Партия экономической свободы (EFP)                      | Иссак Хэссен     | экономическая свобода | левоцентризм         |
|     | Партия службы (TSP)                                     | Мванги Кьюнжури  |                       |                      |
|     | Объединённая и прогрессивная партия (UMP)               | Мартин Вамбора   |                       |                      |
|     | Кенийская партия Туджибе (TWP)                          | Уильям Джито     |                       |                      |
|     | Лейбористская партия Кении (CCK)                        | Мозес Курия      | популизм              |                      |
|     | Партия деволюции Кении (DPK)                            | Ганга Мвинга     | деволюция             | центризм             |
|     | Фермерская партия (FP)                                  | Ирунгу Ньякера   | аграризм              | правоцентризм        |
|     | Демократическая партия (DP)                             | Джастин Мутури   | консерватизм          | правоцентризм        |